# Taraconica isekaly
Taraconica isekaly là một loài bướm đêm trong họ Noctuidae.